# Hetty Berg

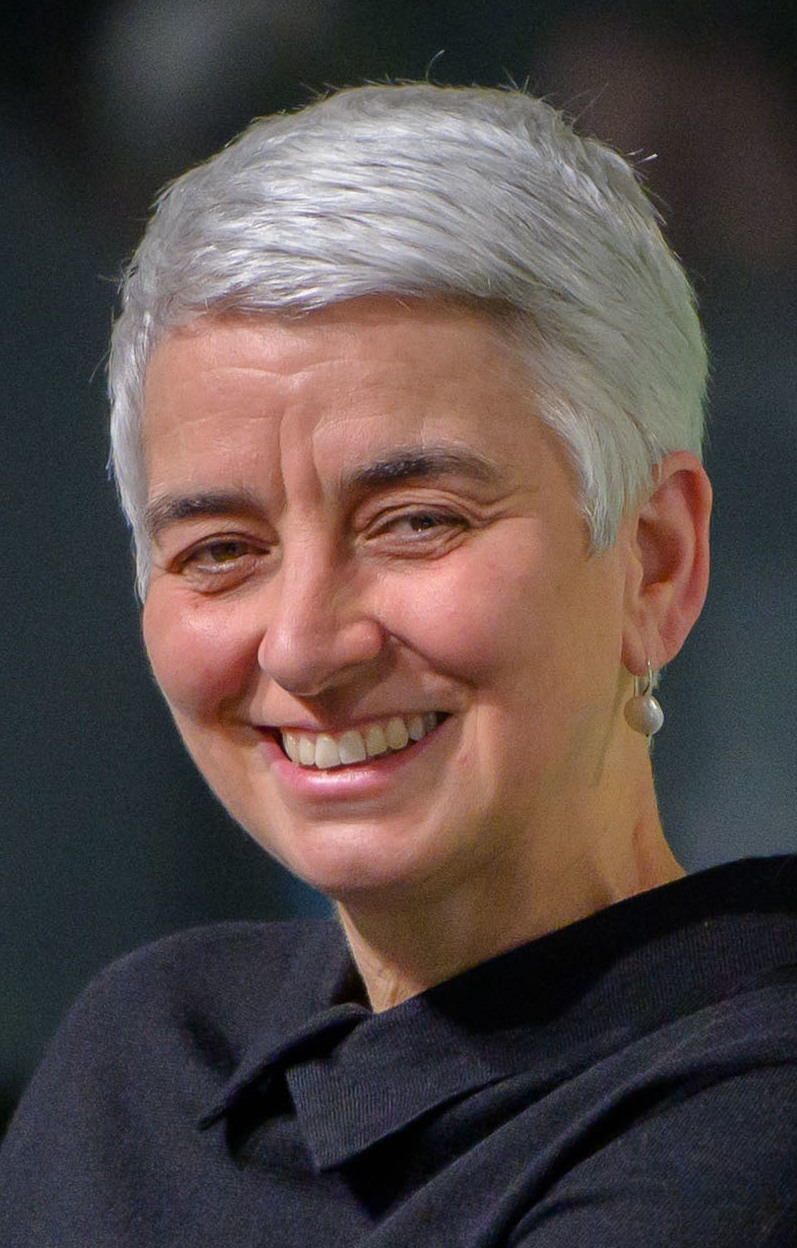
Hetty Berg, 2021

Hetty Berg (geboren 1961 in Den Haag) ist eine niederländische Kuratorin, Theaterwissenschaftlerin und Kulturhistorikerin, die als Chefkuratorin des Jüdischen Kulturviertels (niederländisch Joods Cultureel Kwartier) in Amsterdam wirkte. Zum 1. April 2020 übernahm sie als Nachfolgerin des Judaisten Peter Schäfer die Leitung des Jüdischen Museums Berlin.

## Leben und Werk
Berg wurde 1961 in Den Haag geboren; sie entstammt einer jüdischen Familie. Sie studierte Theaterwissenschaften in Amsterdam und Non-Profit-Organization-Management in Utrecht. Von 1989 an war sie als Kuratorin und Kulturhistorikerin am Jüdischen Historischen Museum in Amsterdam tätig. 2002 übernahm sie die Funktionen der Managerin und Chefkuratorin im Jüdischen Kulturviertel. Zu diesem zählen neben dem Jüdischen Historischen Museum auch die Portugiesische Synagoge, das Nationaal Holocaust Museum, die Gedenkstätte Hollandsche Schouwburg und das JHM-Kindermuseum. Sie war als Managerin maßgeblich am Aufbau des Jüdischen Kulturviertels in Amsterdam beteiligt.
Im November 2019 wurde durch die deutsche Kulturstaatsministerin Monika Grütters ihre Bestellung als Direktorin des Jüdischen Museums Berlin (JMB) bekanntgegeben, des größten jüdischen Museums in Europa mit 650.000 Besuchern und einem staatlichen Zuschuss von mehr als 15 Millionen Euro (Stand 2019). Grütters ist Vorsitzende des Stiftungsrates des JMB. Die Institution stand in den 2010er Jahren mehrfach in der Kritik, sowohl aus jüdischen Kreisen als auch seitens der Presse. Die Berufung von Berg wurde seitens des Zentralrats der Juden in Deutschland ausdrücklich begrüßt. Da ein Großteil der jüdischen Museen, jüdischen Gedenkstätten und jüdischen Kulturinstitutionen bis dahin von Menschen ohne jüdische Wurzeln geleitet wurden, sah die Journalistin Mirna Funk die Berufung Bergs als historisch bedeutend an. Sie ist Mitglied im Kuratorium der Stiftung Denkmal für die ermordeten Juden Europas.
Bergs Lebensgefährte ist der Fotograf Frédéric Brenner, mit dem sie bereits eine Zeit lang in Berlin lebte. 2010 gehörte sie zu den Kuratoren der Ausstellung Helden, Freaks, Superrabbis über jüdische Comics, die in den jüdischen Museen von Amsterdam, Berlin und Paris gezeigt wurde.
Sie ist Mitglied des Kuratoriums der Margot Friedländer Stiftung.

## Publikationen (Auswahl)
- Hetty Berg, Bart Wallet: Wie niet weg is, is gezien. Joods Nederland na 1945. Hrsg.: Joods Historisch Museum. Uitgeverij WBOOKS, Zwolle 2010, ISBN 978-90-400-7715-9 (niederländisch).
- Hetty Berg: Eli Content. So much I gazed on beauty. Walburg Pers B.V., Uitgeverij, Zwolle 2019, ISBN 978-94-6249-436-7 (niederländisch).
- Frank van Vree, Hetty Berg, David Duindam (Hrsg.): Site of Deportation, Site of Memory. The Amsterdam Hollandsche Schouwburg and the Holocaust. Amsterdam University Press, Amsterdam 2017, ISBN 978-94-6298-557-5 (englisch).
- Judith Frishmann, Hetty Berg: Dutch Jewry in an cultural maelstrom, 1880–1940. Aksant Academic Publishers, Amsterdam 2007, ISBN 978-90-5260-268-4 (englisch, eingeschränkte Vorschau in der Google-Buchsuche).